# EZ Aquarii
EZ Aquarii – układ potrójny gwiazd, równocześnie jeden z najbliższych Układowi Słonecznemu. Leży on w gwiazdozbiorze Wodnika, w odległości ok. 11 lat świetlnych od Słońca. Jasność wizualna najjaśniejszego składnika EZ Aquarii A to zaledwie 12,87m. 

## Właściwości fizyczne
EZ Aquarii A jest czerwonym karłem, należy do typu widmowego M4V (zob. diagram Hertzsprunga-Russella). Ma on masę 0,1 masy Słońca i promień równy 0,35 promienia Słońca. Jest to równocześnie gwiazda zmienna rozbłyskowa i gwiazda spektroskopowo podwójna, której składników – EZ Aquarii A i EZ Aquarii C (znanego również jako Gl 866 C) – nie można rozdzielić nawet za pomocą dużych teleskopów. Okres ich wzajemnego obiegu wynosi 3,8 dnia.
Składnik EZ Aquarii B (oznaczany w katalogach również jako L 789-6 B i Gl 866 B) krąży w odległości 1,22 j.a. wokół układu składników A/C w czasie 2,25 lat.
Wszystkie gwiazdy układu EZ Aquarii mają typ widmowy M i są czerwonymi karłami. Jasność całego układu jest wartością tak małą (ok. 0,0001 jasności Słońca), iż gwiazdy te – choć tak bliskie – nie są widoczne nawet przez lornetkę.